# Jens Diehm
Jens Ernst Karl Diehm (* 8. Juni 1965 in Weinheim) ist ein Generalarzt des Heeres der Bundeswehr und seit Juli 2025 Leiter des Deutschen Anteils NATO Centre of Excellence for Military Medicine.

## Militärischer Werdegang

### Ausbildung und erste Verwendungen
Nach dem Abitur am Burghardt-Gymnasium in Buchen trat Diehm 1984 beim Flugabwehrregiment 12 in Hardheim als Grundwehrdienstleistender in die Heeresflugabwehrtruppe der Bundeswehr ein. Im Jahr 1986 wechselte er als Sanitätsoffizier-Anwärter in die Laufbahn der Offiziere des Sanitätsdienstes und absolvierte die Offizierausbildung unter anderem an der Sanitätsakademie der Bundeswehr in München. Anschließend absolvierte Diehm von 1987 bis 1990 an der Justus-Liebig-Universität Gießen und von 1990 bis 1993 an der Ruprecht-Karls-Universität Heidelberg das Studium der Medizin. Nach Abschluss des Studiums wurde er 1993 bis 1995 im Bundeswehrkrankenhaus Ulm, unter anderem in der Abteilung für Urologie, als Assistenzarzt weitergebildet. Es folgte von 1995 bis 1998 eine Truppenarzt-Verwendung beim NATO-Hauptquartier Allied Land Forces Central Europe in Heidelberg. Im Anschluss war Diehm 1998 bis 2000 als Kompaniechef der Sanitätskompanie der Deutsch-Französischen Brigade in Müllheim in Führungsverantwortung. Es folgte eine Versetzung nach Oldenburg (Oldb), wo er bis 2001 als Brigadearzt der Luftlandebrigade 31 eingesetzt wurde. Von 2001 bis 2003 wurde Diehm im 44. Generalstabslehrgang Heer an der Führungsakademie der Bundeswehr in Hamburg zum Offizier im Generalstabsdienst ausgebildet. 2007 wurde er mit der Dissertationsschrift „Das Sulcus-nervi-ulnaris-Syndrom: Stand der Diagnostik und Therapie in Österreich.“ an der Universität zu Lübeck zum „Doktor der gesamten Heilkunde“ promoviert.

### Dienst als Stabsoffizier
Nach Abschluss der Generalstabsausbildung wurde Diehm von 2003 bis 2004 als Referent im Referat FüSan II 1 (Konzeption, Planung, Führung und Einsatz des Sanitätsdienstes), im Führungsstab des Sanitätsdienstes in Bonn eingesetzt. Es folgte 2004 bis 2006 eine integrierte Verwendung als Sanitätsstabsoffizier Concept Development & Experimentation beim Allied Command Transformation der NATO in Norfolk, Virginia (Vereinigte Staaten). Von 2006 bis 2008 war Diehm Kommandeur des Lazarettregiments 31 „Berlin“ in Berlin-Kladow. Danach wurde Diehm 2008 bis 2011 erneut als stellvertretender Referatsleiter im Bundesministerium der Verteidigung, diesmal am Dienstsitz in Berlin, eingesetzt. Es folgte eine Versetzung nach Leipzig, wo Diehm von 2011 bis 2013 Divisionsarzt der 13. Panzergrenadierdivision war. Es folgte eine halbjährige Verwendung als Verbindungsoffizier zum Sanitätsdienst der Französischen Streitkräfte im Verteidigungsministerium in Paris. Von 2014 bis 2015 war Diehm Referatsleiter im Kommando Sanitätsdienst der Bundeswehr in Koblenz. Es schloss sich von 2015 bis 2016 eine Verwendung als Abteilungsleiter G 3 (Planung, Befehlsgebung, Operationen) im Kommando Sanitätsdienstliche Einsatzunterstützung in Weißenfels an. Von 2016 bis 2017 war Diehm als Unterabteilungsleiter VII (Führung Einsatz Sanitätsdienst) wiederum im Kommando Sanitätsdienst der Bundeswehr eingesetzt. Von 2017 bis 2018 nahm Diehm an einem Lehrgang am College des hautes etudes militaire in Paris teil. Es folgte eine einjährige Verwendung als Referatsleiter FüSK III 5 im Bundesministerium der Verteidigung in Berlin. Von 2019 bis 2020 hatte Diehm die Dienststellung des Generalarzt des Heeres im Kommando Heer in Strausberg inne.

### Dienst als General
Im April 2020 übernahm Diehm, als Nachfolger von Generalarzt Bernhard Groß, den Dienstposten des Stellvertretenden Kommandeurs des Kommandos Regionale Sanitätsdienstliche Unterstützung in Diez. Auf diesem Dienstposten erhielt er im Juni 2020 die Beförderung zum Generalarzt. Am 12. Januar 2022 übernahm Diehm die Leitung des Bundeswehrzentralkrankenhauses Koblenz von Generalarzt Almut Nolte. Am 3. Februar 2025 wurde das Kommando von Diehm an Oberstarzt Robert Schwab übergeben. Im Juli 2025 wurde Diehm der Leiter des Deutschen Anteils NATO Centre of Excellence for Military Medicine.

### Auslandseinsätze
- 1996/1997 IFOR/SFOR, Sarajevo, Bosnien und Herzegowina
- 1999 SFOR Brigadearzt Deutsch-Französische Gruppe, Sarajevo
- 2007 und 2012/2013 ISAF Stellvertretender Kommandeur Sanitätseinsatzverband, 14. Deutsches Einsatzkontingent, Masar-e Scharif, Afghanistan

## Privates
Diehm ist verheiratet und hat zwei Kinder.